# سیمونا پائوچا
سیمونا پائوچا (به رومانیایی: Simona Păucă) زادهٔ ۱۹ سپتامبر ۱۹۶۹ ژیمناست اهل رومانی است.